# Талы (Саратовская область)
Талы— поселок в Турковском районе Саратовской области России. Входит в состав сельского поселения Студеновское муниципальное образование.

## География
Находится на расстоянии примерно 26 километров по прямой на север-северо-запад от районного центра поселка Турки.

## Население
Население составляло 72 человека в 2002 году (русские 100%),  42 в 2010.